# Nic Wise
Dominique Giovanni « Nic » Wise, né le 8 septembre 1987 à Houston, au Texas, est un joueur américain de basket-ball. Il évolue au poste de meneur.